# Caiapós-cararaôs
Os caiapós-cararaôs são um dos subgrupo dos caiapós, que habita o centro do estado brasileiro do Pará, mais precisamente a Reserva Indígena Kararaô e Área Indígena Trincheira/Bacajá.